# Maiden Rock (Wisconsin)
Maiden Rock – miasto w Stanach Zjednoczonych, w stanie Wisconsin, w hrabstwie Pierce.